# 6025 Naotosato
6025 Naotosato este un asteroid din centura principală, descoperit pe 30 decembrie 1992, de Takeshi Urata.